# Super Paper Mario
Super Paper Mario – komputerowa gra platformowa stworzona przez japońską firmę Nintendo. Została udostępniona 9 kwietnia 2007 roku.
Gra została dobrze przyjęta przez prasę branżową zyskując 85/100 punktów na platformie Metacritic. Chwalono mechanikę zmiany perspektywy, zagadki i innowacyjną rozgrywkę.

## Rozgrywka
Większość mechanik zawartych w grze przypomina te z klasycznej wersji Super Mario Bros. Gracz steruje postacią Mario poruszającą się po zamkniętych poziomach. Postać musi skakać nad przepaściami, unikać potworów i przejść każdy poziom w wyznaczonym czasie. Możliwe jest przełączanie widoku pomiędzy 2D i 3D co pozwala na obserwowanie świata z innej perspektywy. Celem gracza jest zebranie ośmiu serc i pokonanie głównego antagonisty, hrabiego Blecka.
W przeciwieństwie do poprzednich gier Paper Mario, które wykorzystywały turowy system walki odbywający się poza światem gry, wszystkie walki odbywają się w czasie rzeczywistym. Punkty doświadczenia są zdobywane poprzez pokonywanie wrogów, co pozwala graczowi awansować i poprawiać swoje statystyki.
Oprócz głównego bohatera, gra pozwala wcielić się w takie postacie jak Luigi, Princess Peach i Bowser. Każda z nich ma unikalną zdolność: Luigi może skakać wyżej, Peach może skakać dalej, a Bowser może zionąć ogniem. Mario jako jedyny może przechodzić w świat 3D.

## Odbiór
Mechanika przełączania się pomiędzy 2D i 3D otrzymała pozytywne opinie. John Walker z Eurogamera zauważył, że zmiana perspektywy zmienia reguły gry i zachowanie gracza. Matt Casamassina z IGN zauważył, że etapy w 2D są o wiele ciekawsze od tych w 3D. Ricardo Torres z serwisu GameSpot ocenił, że nowa mechanika dodała poziomom głębi i dała twórcom możliwość stworzenia angażujących zagadek.
Według raportu Nintendo do marca 2008 roku sprzedano ponad 2,28 miliona kopii gry, z czego 0,5 mln w Japonii i 1,78 mln za granicą. W 2014 roku serwis Kotaku podał, że sprzedano 4,23 mln kopii dzięki czemu jest najlepiej sprzedającą się produkcją z serii Paper Mario.